# Вулиця Батуринська (Львів)
Вулиця Бату́ринська — вулиця у Шевченківському районі міста Львова, в місцевості Клепарів. Сполучає вулиці Клепарівську та Єрошенка. Прилучається вулиця Генерала Грекова.

## Історія
У середині XIX століття вулиця була частиною вулиці Під Дубом, маючи паралельну назву Клепарівська бічна. У 1871 році отримала назву вулиця Інвалідів, адже вела до Дому інвалідів на Клепарівській вулиці. У 1963—1992 роках мала назву вулиця Курчатова, на честь радянського фізика Ігоря Курчатова.
Сучасна назва — з 1992 року, на честь міста Батурин, що на Чернігівщині, гетьманської столиці Лівобережної України.

## Забудова
Вулиця Батуринська забудована три- і двоповерховими будинками у стилі класицизму та модерну.
Значну частину будинків у середній та кінцевій частині вулиці було зруйновано під час другої світової війни, на їх місці упорядкували паркову зону. У наш час споруджено меморіал в пам'ять воїнів полеглих у війні в Афганістані, на Євромайдані, сході України та інших війнах.
— Храм Стрітення Господнього, споруджений, у 2016—2017 роках, за ініціативи ветеранів війни в Афганістані Львівщини, у парковій зоні, поруч із пам'ятником полеглим воїнам у війні в Афганістані 1979-1989 років, в пам'ять про бійців, які загинули в Афганістані, під час Революції Гідності, а також воїнів, що віддали своє життя у війні на Сході України. Фундаторами та доброчинцями храму є ветерани-афганці, мешканці Львова та Львівщини, підприємці та значну частину коштів для спорудження було виділено з фондів Центру Військового Капеланства УГКЦ. Свято Стрітення, яке є важливим днем для воїнів-афганців, адже саме 15 лютого 1989 року завершилося виведення радянських військ з Афганістану. Саме 15 лютого 2017 року архієпископ і митрополит Львівський Української греко-католицької церкви владика Ігор здійснив чин освячення новозбудованого Військового храму на честь Стрітення Господнього. У співслужінні священиків Львівської архиєпархії УГКЦ владика Ігор звершив першу Божественну Літургію.
№ 2 — комплекс будівель колишнього штабу Західного оперативного командування (за часів СРСР — штаб Прикарпатського військового округу). Головна (адміністративна) будівля зведена у 1969 році, відома мешканцям Львова під назвою «Пентагон». За Польщі, під № 2 і 4, споруджених у стилі неоренесансу за проєктом архітекторів Наполеона Лущкевича та Альфреда Каменобродського містилися казарми батальйонів піхоти. В колишній адміністративній будівлі штабу нині міститься військовий коледж сержантського складу Національної академії сухопутних військ імені гетьмана Петра Сагайдачного. У 2008 році, згідно з директивою Міністерства оборони України, в одну з будівель на вул. Батуринській, 2, були переселені усі військкомати Львова, на той час тут містилися Галицько-Франківський та Личаківсько-Залізничний об'єднаних РВК. Нині за цією адресою діє Галицько-Франківський об'єднаний районний військовий комісаріат та Сихівський районний військовий комісаріат міста Львова. 
Поряд з навчальним корпусом академії, на розі вулиць Батуринської та Клепарівської, у 2019—2021 роках споруджений багатоквартирний житловий будинок з вбудованими приміщеннями громадського харчування та підземним паркінгом.
№ 3 — двоповерхова кам'яниця кінця XIX століття. На початку XX століття власником кам'яниці був Іґнацій Панєнка.
№ 7 — двоповерхова кам'яниця кінця XIX століття. На початку XX століття власником кам'яниці був вчитель музики Владислав Бауер.

### Колишні адреси
№ 15 — на початку XX століття в будинку працювала пекарня П. Флейшера. У міжвоєнний період в будинку функціювали електротехнічна спілка «Електрод» та пекарня Вайтґерна. Будинок було зруйновано під час Другої світової війни.
№ 19 — на початку XX століття в будинку працювала крамниця Шуліма Тіллінґера. Будинок було зруйновано під час другої світової війни.

## Меморіали, пам'ятники
У сквері між вулицями Клепарівською, Єрошенка і Батуринською, біля готелю «Власта» у 1999 році встановлено пам'ятник громадянам Львівщини, полеглим у війні в Афганістані 1979—1989 рр..